# Diocèse de Saint-Étienne
Le diocèse de Saint-Étienne (en latin : Dioecesis Sancti Stephani) est un diocèse de l'Église catholique en France. Érigé en 1970, il couvre deux arrondissements du département de la Loire : celui de Saint-Étienne et celui de Montbrison. Il est suffragant de l'archidiocèse de Lyon. Sylvain Bataille est l'évêque de Saint-Étienne depuis mai 2016. 
La fête du diocèse est le 26 décembre, jour de la saint Étienne, premier martyr et saint patron du diocèse. Le patron secondaire étant saint Charles Borromée.

## Présentation
Son territoire était directement rattaché à l’archidiocèse de Lyon jusqu'en 1970, date à laquelle le diocèse de Saint-Étienne a été érigé.
Il fut en effet créé par le pape Paul VI, le 26 décembre 1970 et le 30 mai 1971, au sein de la cathédrale Saint-Charles-Borromée de Saint-Étienne, a eu lieu la célébration de fondation.
Le diocèse comprend deux arrondissements, celui de Saint-Étienne et celui de Montbrison qui comptent 210 communes regroupées en 27 paroisses et 8 secteurs pastoraux.
| Secteur pastoral                      | Paroisse                 | Ville de la maison paroissiale |
| ------------------------------------- | ------------------------ | ------------------------------ |
| Forez Nord                            |                          |                                |
| Saint-Roch-des-Montagnes              | Noirétable               |                                |
| Saint-Vincent-en-Lignon               | Boën-sur-Lignon          |                                |
| Saint-Paul-en-Forez-Donzy             | Feurs                    |                                |
| Sainte-Claire/Sainte-Thérèse-en-Forez | Montbrison               |                                |
| Forez Sud                             |                          |                                |
| Saint-Jacques-du-Haut-Forez           | Saint-Bonnet-le-Château  |                                |
| Saint-François-en-Forez               | Saint-Just-Saint-Rambert |                                |
| Forez-Lyonnais                        |                          |                                |
| Saint-Joseph-des-Bords-de-Loire       | Montrond-les-Bains       |                                |
| Sainte-Irénée-des-Monts-du-Lyonnais   | Chazelles-sur-Lyon       |                                |
| Saint-Timothée-en-Forez               | Saint-Galmier            |                                |
| Onzon-Lyonnais                        |                          |                                |
| Saint-Jean-Louis-du-Levant            | Saint-Héant              |                                |
| Sainte-Cécile                         | La Talaudière            |                                |
| Pays de Gier                          |                          |                                |
| Sainte-Marie-Madeleine-en-Gier        | Rive-de-Gier             |                                |
| Saint-Thomas-en-Val-de-Gier           | La Grand-Croix           |                                |
| Saint-Ennemond-en-Gier                | Saint-Chamond            |                                |
| Vallée de l'Ondaine                   |                          |                                |
| Sainte-Marie-en-Ondaine               | Le Chambon-Feugerolles   |                                |
| Saint-Martin-en-Ondaine               | Firminy                  |                                |
| Sainte-Anne-de-Lizeron                | Roche-la-Molière         |                                |
| Saint-Étienne Nord                    |                          |                                |
| Saint-Vincent-de-Paul                 | Saint-Étienne            |                                |
| Bienheureux-Antoine-Chevrier          | Saint-Étienne            |                                |
| Notre-Dame-de la-Joie                 | Saint-Étienne            |                                |
| Saint-Étienne Sud                     |                          |                                |
| Saint-Étienne/Saint-Benoît            | Saint-Étienne            |                                |
| Saint-Luc                             | Saint-Étienne            |                                |
| Saintes-Marthe-et-Marie               | Saint-Étienne            |                                |
| Pilat                                 |                          |                                |
| Saint-Marcellin-en-Pilat              | Saint-Genest-Malifaux    |                                |
| Saint-Régis-d'Argental                | Bourg-d'Argental         |                                |
| Sainte-Marie-entre-Rhône-et-Pilat     | Pélussin                 |                                |

Plusieurs missionnaires du diocèse du XIXe siècle ont été canonisés :
- Jean-Louis Bonnard, canonisé en 1988.
- Marcellin Champagnat en avril 1999 par le pape Jean-Paul II.

## Les évêques de Saint-Étienne
Au début du XXe siècle, les archevêques de Lyon envoient à Saint-Etienne des évêques auxiliaires, aux pouvoirs plus ou moins étendus
- Hyacinthe-Jean Chassagnon (1916-1922)
- Etienne Faugier (1922-1928)
- Jean Delay (1928-1937)
- Etienne-Marie Bornet (1938-1958)
- Marius Maziers (1960-1966)
- Paul-Marie Rousset (1966-1971)[1]

Par l'intermédiaire d'une bulle datée du 26 décembre 1970, fête de la saint Etienne, et publiée pour la Pentecôte 1971, le diocèse de Saint-Etienne est créé avec à sa tête un évêque titulaire :
- Paul-Marie Rousset (1971-1987)
- Pierre Joatton (1988-2006)
- Dominique Lebrun (2006-2015)
- Sylvain Bataille (2016 - )